# نتشتوشس
ناكيتوش (بالإنجليزية: Natchitoches)‏ هي بلدة تقع في الولايات المتحدة في لويزيانا. يقدر عدد سكانها بـ 18,323 نسمة.

## المدن التوأمة
مدينة ناكوغدوشس (تكساس) هي مدينة توأمة لـنتشتوشس (لويزيانا).

## أعلام
- جاي روبرت وولي
- دبليو. بيتن كونينغهام
- ماركيز جونسون
- جون ويليام باين
- تشارلز ميلتون كونينغهام
- جيمس آر باث
- كينيث إل. وليامز
- جيمي د. لونغ
- جيم كروتش